# Oedipoda himalayana
Oedipoda himalayana är en insektsart som beskrevs av Boris Petrovich Uvarov 1925. Oedipoda himalayana ingår i släktet Oedipoda och familjen gräshoppor. Inga underarter finns listade i Catalogue of Life.